# Да убиеш дракон
„Да убиеш дракон“ (на руски: Убить дракона) е съветско-западногермански сатиричен фентъзи филм от 1988 година на режисьора Марк Захаров по негов сценарий в съавторство с Григорий Горин, базиран на пиесата на Евгений Шварц „Дракон“ (1944).
Сюжетът на филма е социална алегория, в която идеалистичен рицар се изправя срещу дракон, управляващ като диктатор отдалечен град. След като успява да го победи, той наблюдава как градът отново се превръща в диктатура с различна форма, и ужасен, че самият той започва да се превръща в поредния диктатор, напуска града само за да открие ново превъплъщение на дракона. Главните роли се изпълняват от Александър Абдулов, Олег Янковски, Евгений Леонов, Александра Захарова.